# Zavod Antona Martina Slomška
Zavod Antona Martina Slomška na Vrbanski cesti v Mariboru je ustanova Nadškofije Maribor, ki se prvenstveno ukvarja z vzgojo, izobraževanjem ter medgeneracijskim sodelovanjem. Začetki Zavoda segajo v leto 1995, ko je takratni mariborski škof dr. Franc Kramberger podpisal ustanovni akt z namenom, da se pod okriljem Zavoda ustanovi prva katoliška gimnazija v Mariboru. Zavod se je vse od svojih začetkov srečeval s prostorsko stisko, ki se je razrešila šele leta 2008, ko se je osrednja organizacijska enota Zavoda, Škofijska gimnazija Antona Martina Slomška, preselila na Vrbansko cesto 30 v Mariboru. Od ustanovitve je pod okriljem Zavoda nastalo več organizacijskih enot: škofijska gimnazija, vrtec, osnovna šola, dijaški dom, glasbeno-baletna šola in medgeneracijska akademija, ki delujejo po javno veljavnih programih. 

## Zgodovina
Zavod je bil uradno ustanovljen 1. septembra 1995, ko je takratni mariborski škof dr. Franc Kramberger podpisal ustanovitveni akt v. d. direktorja imenoval dr. Ivana Štuheca. Uradno je Zavod začel z delom 25. marca 1996, ko je Okrožno sodišče v Mariboru izdalo sklep o vpisu v sodni register Vzgojno-izobraževalnega zavoda Antona Martina Slomška.

## Organizacija
Zavod je sestavljen iz naslednjih enot:
- Dijaški dom Antona Martina Slomška
- Škofijska gimnazija Antona Martina Slomška
- Vrtec Montessori
- Osnovna Šola Montessori
- Glasbena in baletna šola Antona Martina Slomška
- Medgeneracijska akademija Antona Martina Slomška  - Pogled na Športno-prireditveno dvorano ob Zavodu Antona Martina Slomška
  - Kapela v Zavodu A. M. Slomška je okrašena z barvnimi okni akademskega slikarja Mateja Metlikoviča